# A Guilty Conscience (film 1921)
A Guilty Conscience è un film muto del 1921 diretto da David Smith. Il soggetto è firmato da George Cameron, uno pseudonimo usato da Gladys Rankin, commediografa e sceneggiatrice, moglie di Sidney Drew con il quale formava una coppia nota come Mr. & Mrs. Sidney Drew.

## Trama
In India, Gilbert Thurstan è vice ispettore del Servizio Civile britannico. Il medico lo avverte che sua moglie Emily non può sopportare quel clima caldo e che la deve portare via da lì. Gilbert si rivolge a Chalmers, il suo superiore, ma costui, affascinato dalla bella signora Thurstan, trasferisce sì il suo sottoposto, ma spedendolo a Kajra, un avamposto pericoloso e malsano dove già il precedente ispettore è morto di febbri. Il trasferimento, però, permette a Gilbert di mandare la moglie a Simla, una località più salubre, dove si reca anche Chalmers, sempre più convinto di poter conquistare la donna. Emily, però, lo respinge. Intanto il povero Thurstan è alle prese non solo con le febbri, ma anche con dei fanatici indù la cui rivolta riesce alla fine a sedare.
Chalmers, in preda ai rimorsi per aver mandato allo sbaraglio Thurstan, parte alla volta di Kajra per sollevarlo da quell'incarico pericoloso e assegnarlo a un'altra città, dove troverà ad attenderlo Emily.

## Produzione
Il film fu prodotto dalla Vitagraph Company of America.

## Distribuzione
Distribuito dalla Vitagraph Company of America, il film - presentato da Albert E. Smith - uscì nelle sale cinematografiche statunitensi il 27 novembre 1921. In Portogallo, fu distribuito il 6 novembre 1924 con il titolo Juiz de Si Próprio.